# Amaranthus cruentus
Amaranthus cruentus là loài thực vật có hoa thuộc họ Dền. Loài này được L. mô tả khoa học đầu tiên năm 1759.
Đây là một loài thực vật có hoa được trồng lấy hạt lương thực thiết yếu. Nó là một trong ba loài Amaranthus trồng lấy hạt làm lương thực, hai loài kia là amaranthus hypochondriacus và amaranthus caudatus. Tại Mexico, nó được gọi là huautli (phát âm tiếng Tây Ban Nha: [wautɬi] và Alegría ([aleɣɾi.a] và trong tiếng Anh nó có một số tên gọi thông thường, bao gồm rau dền máu, rau dền đỏ, dền tím, lông hoàng tử, và dền ngũ cốc (blood amaranth, red amaranth, purple amaranth, prince's feather, và Mexican grain amaranth). Trong Maharashtra, nó được gọi là shravani maath ("श्रावणी माठ") hoặc rajgira ("राजगिरा").

## Mô tả
Amaranthus cruentus là một loại thảo mộc cao hàng năm phía trên có cụm hoa màu hồng đậm. Cây có thể phát triển cao lên đến 2 m, và nở hoa vào mùa hè đến mùa thu. Nó được cho là có nguồn gốc từ Amaranthus hybridus, mà nó chia sẻ nhiều đặc điểm hình thái. Cây thường có màu xanh lục, nhưng một biến thể màu tím đã từng trồng để sử dụng trong các nghi lễ Inca.

## Sử dụng
Loài này đã được sử dụng như là một nguồn thực phẩm ở Trung Mỹ vào đầu năm 4000 trước Công nguyên. Các hạt giống được người ta sử dụng như một loại hạt ngũ cốc. Hạt là màu đen trong cây mọc hoang, và màu trắng ở cây trồng thuần dưỡng. Hạt được nghiền thành bột, trông như bắp rang, được nấu chín thành cháo, và làm thành một bánh kẹo gọi là Alegría. Các lá có thể được nấu ăn như rau bina, và những hạt giống có thể nảy mầm thành chồi dinh dưỡng. Trong khi A. cruentus không còn là một thực phẩm chủ yếu ở Trung Mỹ, nó vẫn được trồng và bán như là một thực phẩm sức khỏe.
Nó là một cây trồng quan trọng cho nông dân nghèo ở châu Phi. 
Trong Maharashtra, trong tháng Shravan, một loại rau xào với dừa nạo chỉ được phục vụ trong các lễ hội. Thân cây được sử dụng trong cà ri được làm bằng đậu ván Vaal.
Trong số những người Zuni, phần lông của caay được nghiền thành một bữa ăn tốt và được sử dụng để tô màu lễ bánh mì màu đỏ. Các lá nghiền nát và hoa cũng được làm ẩm và bôi lên má như đánh phấn. 